# Caliris elegans
Espèce
Caliris elegans est une espèce d'insectes de l'ordre des Mantodea, de la famille des Tarachodidae et de la sous-famille des Caliridinae. Elle est trouvée en Malaisie et sur les îles de Sumatra et de Bornéo.